# Ritratto della famiglia di Filippo V di Spagna (1743)
Il ritratto della Famiglia di Filippo V di Spagna è un dipinto a olio su tela (408×520 cm) di Louis-Michel van Loo, eseguito nel 1743  e conservato nel Museo del Prado, a Madrid. Lo stile del dipinto è Barocco francese e Rococò.

## Storia

### Descrizione
Il dipinto è collocato oggi presso il Museo del Prado di Madrid. È un'espressione della forza della Casata di Borbone-Spagna ascesa al trono con la successione di Filippo V nel 1700. Il re, l'uomo che siede al centro, è accanto alla sua seconda moglie, Elisabetta Farnese, nata Principessa di Parma e Piacenza. Il braccio della regina Farnese è accanto alla corona ed è una rappresentazione simbolica del potere che aveva. Il figlio più giovane di Filippo V e della sua prima defunta moglie, Maria Luisa di Savoia, Ferdinando, principe delle Asturie, erede al trono al momento del completamento del dipinto, è a sinistra di suo padre. La Principessa consorte delle Asturie, Maria Barbara di Braganza, si trova accanto alla figlia maggiore di Filippo V, l'infanta Marianna Vittoria, futura Regina consorte di Portogallo; quest'ultima aveva sposato il fratello di Maria Barbara come parte di un doppio accordo matrimoniale tra Regno di Portogallo e Regno di Spagna nel 1729.
Il gruppo centrale comprende i figli di Filippo V e di Elisabetta Farnese. Tra il re e la regina è presente il loro figlio più giovane, l'infante Luigi Antonio, in seguito Conte di Chinchón. A destra della regina è presente l'infante Filippo I, Duca di Parma, Piacenza e Guastalla, accanto a sua moglie Luisa Elisabetta di Borbone-Francia, detta Madame Infante, figlia di Luigi XV. Le due ragazze in piedi accanto a Madame Infante sono la figlia minore di Filippo V e della Farnese, l'infanta Maria Teresa Raffaella, futura Delfina consorte di Francia, e sua sorella minore l'infanta Maria Antonia, futura Regina consorte di Sardegna. All'estrema destra sono presenti Maria Amalia di Sassonia, futura Regina consorte di Napoli, di Sicilia, e poi anche di Spagna, seduta accanto a suo marito l'infante Carlo, futuro Re di Napoli, di Sicilia e poi anche di Spagna. La coppia era a Napoli all'epoca, ma tornò in Spagna alla morte di Ferdinando VI nel 1759.
Le due bambine davanti a tutti i presenti sono l'infanta Isabella, figlia dell'infante Filippo e di Luisa Elisabetta di Borbone-Francia, che veste un abito arancione, e l'infanta Maria Isabella Anna, figlia di Maria Amalia di Sassonia e dell'infante Carlo. Entrambe giocano con un cane.
La ricchezza dei materiali raffigurati nel dipinto come gioielli, tessuti e l'uso di colori vivaci era in precedenza inusuale nei dipinti in Spagna che, tradizionalmente, erano scuri e cupi, ed era un riferimento alla Scuola fiamminga. Parzialmente nascosto dall'ampia tenda rossa teatrale che cade dal tetto, c'è un balcone dove un'orchestra suona un concerto. I personaggi reali sono in una grande stanza che si affaccia su un giardino.

## Personaggi
1. Marianna Vittoria di Borbone-Spagna (1718-1781), futura Regina consorte di Portogallo;
2. Maria Barbara di Braganza (1711-1758), futura Regina consorte di Spagna;
3. Ferdinando di Borbone-Spagna (1713-1759), futuro Re di Spagna;
4. Filippo V di Spagna (1683-1746), Re di Spagna;
5. Luigi Antonio di Borbone-Spagna (1727-1785), futuro Conte di Chinchón;
6. Elisabetta Farnese (1692-1766), Regina consorte di Spagna;
7. Filippo I di Parma (1720-1765), Duca di Parma, Piacenza e Guastalla;
8. Luisa Elisabetta di Borbone-Francia (1727-1759), Duchessa consorte di Parma, Piacenza e Guastalla;
9. Maria Teresa Raffaella di Borbone-Spagna (1726-1746), futura Delfina consorte di Francia;
10. Maria Antonia di Borbone-Spagna (1729-1785), futura Regina consorte di Sardegna;
11. Maria Amalia di Sassonia (1724-1760), futura Regina consorte di Napoli, di Sicilia e di Spagna;
12. Carlo di Borbone-Spagna, (1716-1788), futuro Re di Napoli, di Sicilia e di Spagna;
13. Isabella di Borbone-Parma, (1741-1763), futura Arciduchessa consorte d'Austria;
14. Maria Isabella Anna di Borbone-Spagna, (1743-1749), Infanta di Spagna.

## Particolari

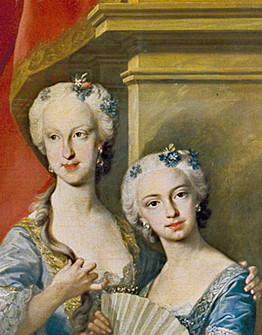
Particolare del volto di Maria Teresa Raffaella di Borbone-Spagna e Maria Antonia di Borbone-Spagna
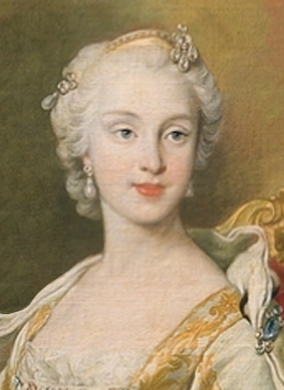
Particolare del volto di Maria Amalia di Sassonia
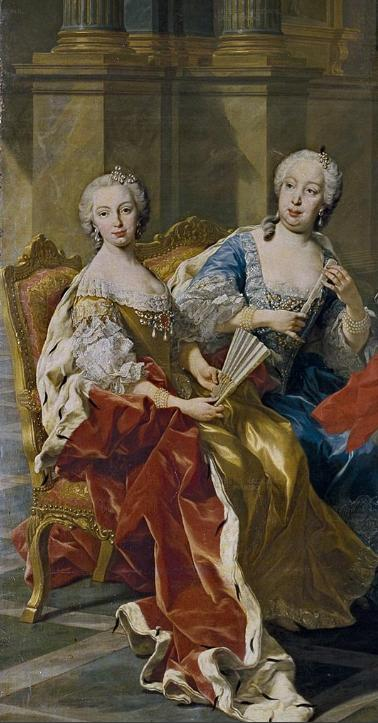
Particolare del volto di Marianna Vittoria di Borbone-Spagna e Maria Barbara di Braganza
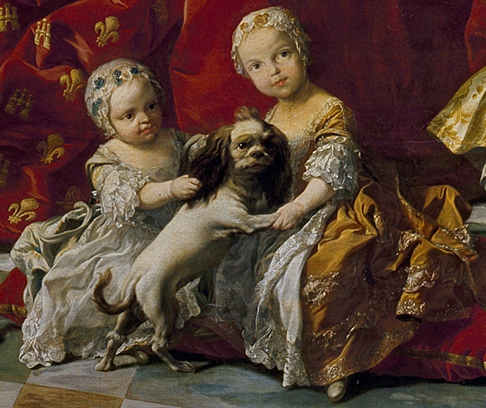
Particolare del volto di Isabella di Borbone-Parma e Maria Isabella Anna di Borbone-Spagna
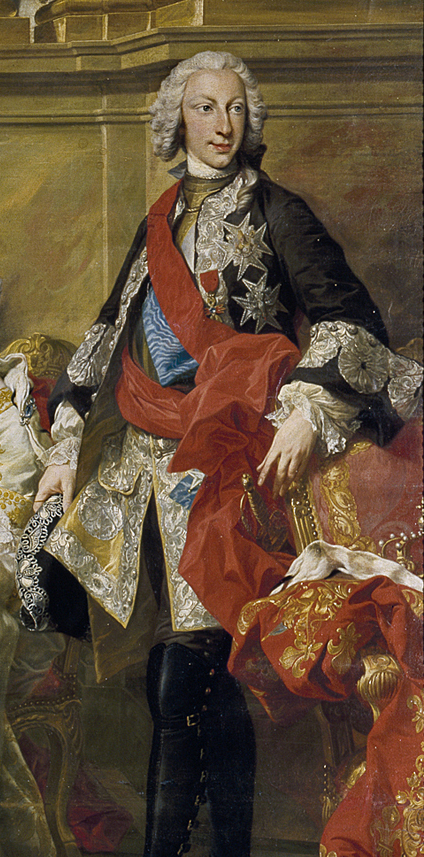
Particolare del volto di Carlo di Borbone-Spagna